# Basztewo
Basztewo lub Baštevo (maced. Баштево) – wieś w północno-wschodniej Macedonii Północnej, w gminie Kriwa Pałanka.